# Dolving
Dolving – miejscowość i gmina we Francji, w regionie Grand Est, w departamencie Mozela.
Według danych na rok 1990 gminę zamieszkiwało 339 osób, a gęstość zaludnienia wynosiła 51 osób/km² (wśród 2335 gmin Lotaryngii Dolving plasuje się na 716. miejscu pod względem liczby ludności, natomiast pod względem powierzchni na miejscu 863.).